# August Hartmann (Politiker)
August Hartmann (* 5. August 1931 in Breuna; † 23. April  2008 in Kassel) war ein deutscher Kommunalpolitiker (SPD). Von 1960 bis 1989 Bürgermeister der Gemeinde Breuna und von 1972 bis 1978 Kreistagsvorsitzender des Kreises Wolfhagen.

## Persönliches/Berufliches
Sein Einsatz gegen die Pläne zum Bau einer Wiederaufbereitungsanlage für abgebrannte Kernbrennstäbe bei Volkmarsen und der Bau der Mittelpunktschule in Breuna zählen zu den erwähnenswerten Amtshandlungen als Bürgermeister. Hartmann gilt auch als Förderer touristischer Aktivitäten in der Gemeinde Breuna.

## Ehrungen
1990 wurde August Hartmann mit dem Bundesverdienstkreuz am Bande geehrt.